# پیوند زنانه

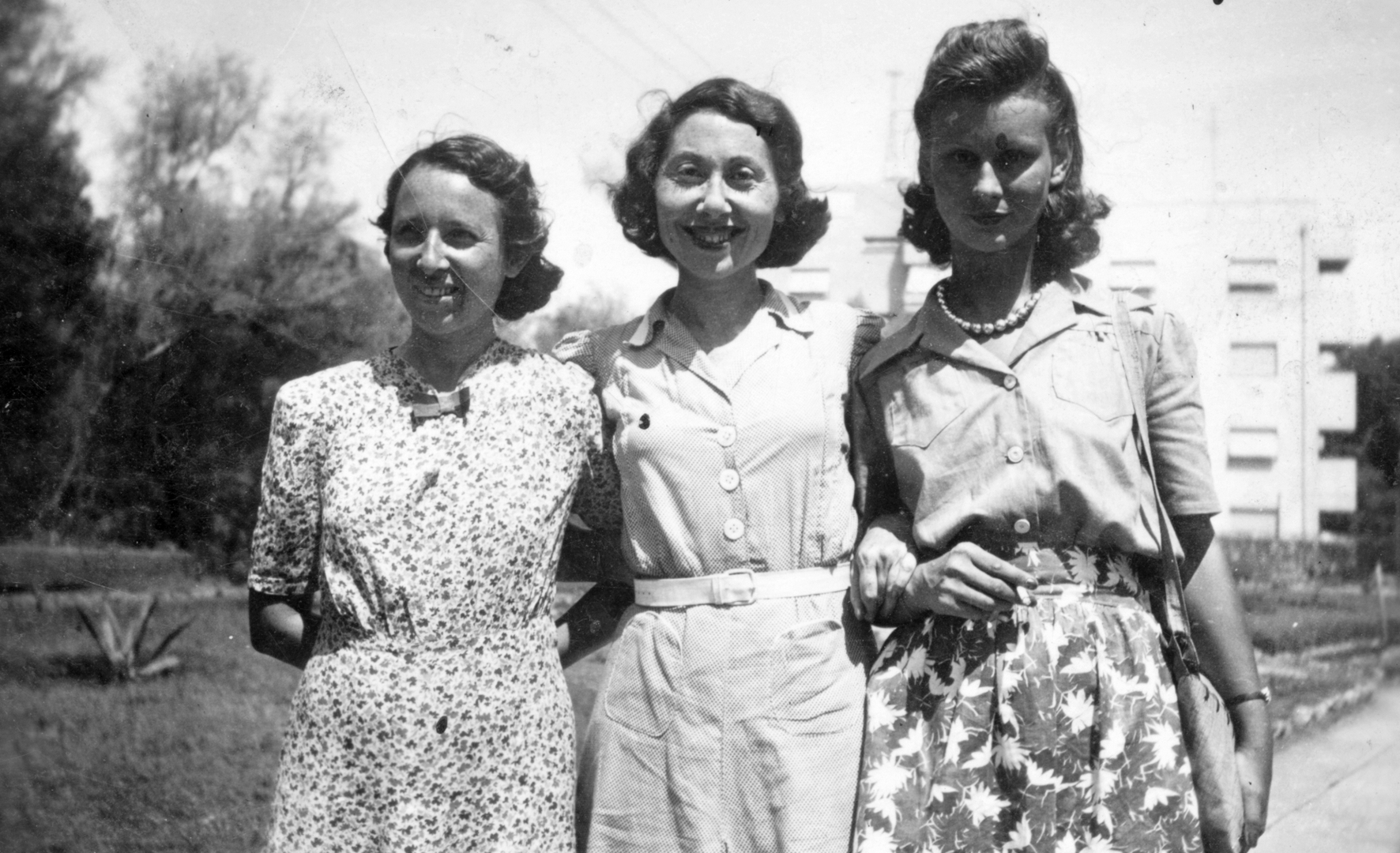
زنان در دهه ۱۹۴۰ تل آویو

در منش‌شناسی و علوم اجتماعی، رابطه زنانه یا به عبارتی (پیوند زنانه) به تشکیل پیوند شخصی نزدیک و نمونه‌های دوستی، دلبستگی و همیاری در زنان می‌باشد.

## نمونه ها
در قالب پیوندهای انسانی، توصیف و به نمایان کردن روابط زن می‌تواند به سازه‌های گوناگونی همانند سن، علاقه جنسی، فرهنگ، نژاد مشروط باشد. مانند، برخی از مطالعات نشان داده‌اند که شواهد نسبتاً قوی پیوند زنانه وجود دارد که در بین زنان مجرد مشترک است. بدیهی است که این گروه خاص از زنان به دلیل عدم تعهد مادام العمر به همسر، یکدیگر را به عنوان افراد مورد اعتماد مادام العمر می‌بینند. از جانب این، نابودی تضمین به زن‌ها اجازه می‌دهد تا پیوند قوی میان نظایر دوست‌های زن مجرد را گسترش دهند و حفظ کنند.
رابطه زنانه را می‌توان در بافت انسانی روابط درون خانواده بیشتر مورد بررسی قرار داد. برای مثال، رابطه‌های خوب مادر و دختری که تشکیل می‌شود برای عرضه نگهداری مهربانی، مالی و ابزاری زیاد وصف گردیده شده. نشان می‌دهد که پیوند زنانه وجود دارد. در یک مطالعه مستقر، مادری دخترهایش را این‌طور وصف می‌کرد: «بیشتر شبیه خواهران می‌باشند، برقراری پیوندی که برابری یکی از ویژگی‌های مهم پیوند کنونی آنان بود. از زبان معاشرتی استفاده می‌نمودند. "
افزون بر روابط‌های مادر و دختر، روابط‌های خواهر و برادر را می‌توان به مداقه مورد تتبع قرار داد تا نمونه‌های زیادی در روابط زنانه نمایان شود. مدک‌های گوناگونی موجود می‌باشد که نمایان گر پیوند خواهر و برادر پر استحکام‌ترین رابطه‌های موجود می‌باشند، از بین ترکیب‌های احتمالی رابطه‌های خواهر و برادری جنسیتی که مشترک می‌باشند. در یک مطالعه پیشین، یکی از گفت و گوهای شوندگان پیوند مشترک خودش با خواهرش را به عنوان قوی‌ترین و دوستانه‌ترین پیوند زندگی او شرح نمود. این بیشتر نمایان گر اشتراک عاطفی می‌باشد که این گونه بیان می‌شود اساس مهم پیوند زنانه می‌باشد.
همچنین مدرک‌هایی در منسوج حیوانی در خصوص با فرضیه ژنتیکی پشت رابطه زن موجود می‌باشد. پژوهش‌هایی که «فرم شبکه اجتماعی جمعیت افتادگی دلفین‌های بینی شیشه ای هند و اقیانوس آرام، تورسیوپس آدونکوس، … را تحلیل نمود، اثر بخشی جنسیت را در حفظ همبستگی شبکه اجتماعی تحلیل کرد.» نتیجه این مقاله مدلل می‌کند که «اثر زیادی بر پیوند اجتماعی زنان در مقابل به مردان موجود می‌باشند، چون قدرت پیوند با پیوند ژنتیکی میان زنان وحدت مثبت داشت».